# ماري مكارتني
ماري مكارتني (بالإنجليزية: Mary McCartney)‏ (و. 1969  م) هي مصورة من المملكة المتحدة، وإنجلترا، ولدت في لندن.

## وصلات خارجية
- ماري مكارتني على موقع IMDb (الإنجليزية)
- ماري مكارتني على موقع ميوزك برينز (الإنجليزية)
- ماري مكارتني على موقع ديسكوغز (الإنجليزية)
- ماري مكارتني على موقع قاعدة بيانات الفيلم (الإنجليزية)

- ماري مكارتني في قاعدة بيانات الأفلام على الإنترنت